# Línia de feix

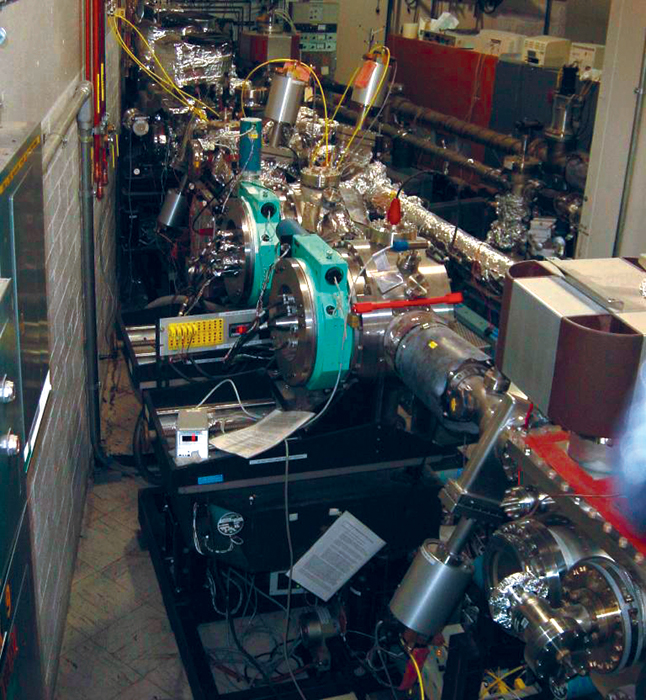
Línia de llum al Laboratori Nacional de Brookhaven.

A la física de l'accelerador, una línia de feix es refereix a la trajectòria del feix de partícules, inclosa la construcció global del segment del camí (tubs guia, dispositius de diagnòstic) al llarg d'un recorregut específic d'una instal·lació d'accelerador. Aquesta part ho és
- la línia en un accelerador lineal per on viatja un feix de partícules, o
- el camí que porta des del generador de partícules (per exemple, un accelerador cíclic, fonts de llum de sincrotró, ciclotrons o fonts d'espal·lació) fins a l'estació final experimental.

Les línies de llum solen acabar en estacions experimentals que utilitzen feixos de partícules o llum de sincrotró obtinguts a partir d'un sincrotró, o neutrons d'una font d'espal·lació o d'un reactor d'investigació. Les línies de llum s'utilitzen en experiments de física de partícules, ciències dels materials, ciències de la vida, química i biologia molecular, però també es poden utilitzar per a proves d'irradiació o per produir isòtops.

## Línia de llum en un accelerador de partícules
En els acceleradors de partícules, la línia de llum s'allotja generalment en un túnel i/o sota terra, a l'interior d'una carcassa de formigó amb finalitats de blindatge. La línia de llum sol ser una canonada metàl·lica cilíndrica, normalment anomenada tub de biga, i/o un tub de deriva, evacuada a un buit elevat, de manera que hi ha poques molècules de gas en el camí perquè el feix de partícules accelerades arribi, que d'altra manera podrien dispersar-les abans d'arribar al seu destí.
Hi ha dispositius i equips especialitzats a la línia de llum que s'utilitzen per produir, mantenir, controlar i accelerar el feix de partícules. Aquests dispositius poden estar a prop o connectats directament a la línia de llum. Aquests dispositius inclouen transductors sofisticats, diagnòstics (monitors de posició i escàners de cable), lents, col·limadors, termoparells, bombes iòniques, mesuradors d'ions, cambres d'ions (per a finalitats de diagnòstic; normalment anomenades "monitors de feix"), vàlvules de buit ("vàlvules d'aïllament") i vàlvules de comporta, per esmentar-ne algunes.
És imprescindible tenir totes les seccions de la línia de llum, imants, etc., alineades (sovint per una enquesta i un equip d'alineació mitjançant un rastrejador làser ), les línies de llum han d'estar dins de la tolerància del micròmetre. Una bona alineació ajuda a evitar la pèrdua del feix i el feix xoca amb les parets de la canonada, la qual cosa crea emissions secundàries i/o radiació.

## Feix de radiació de sincrotró

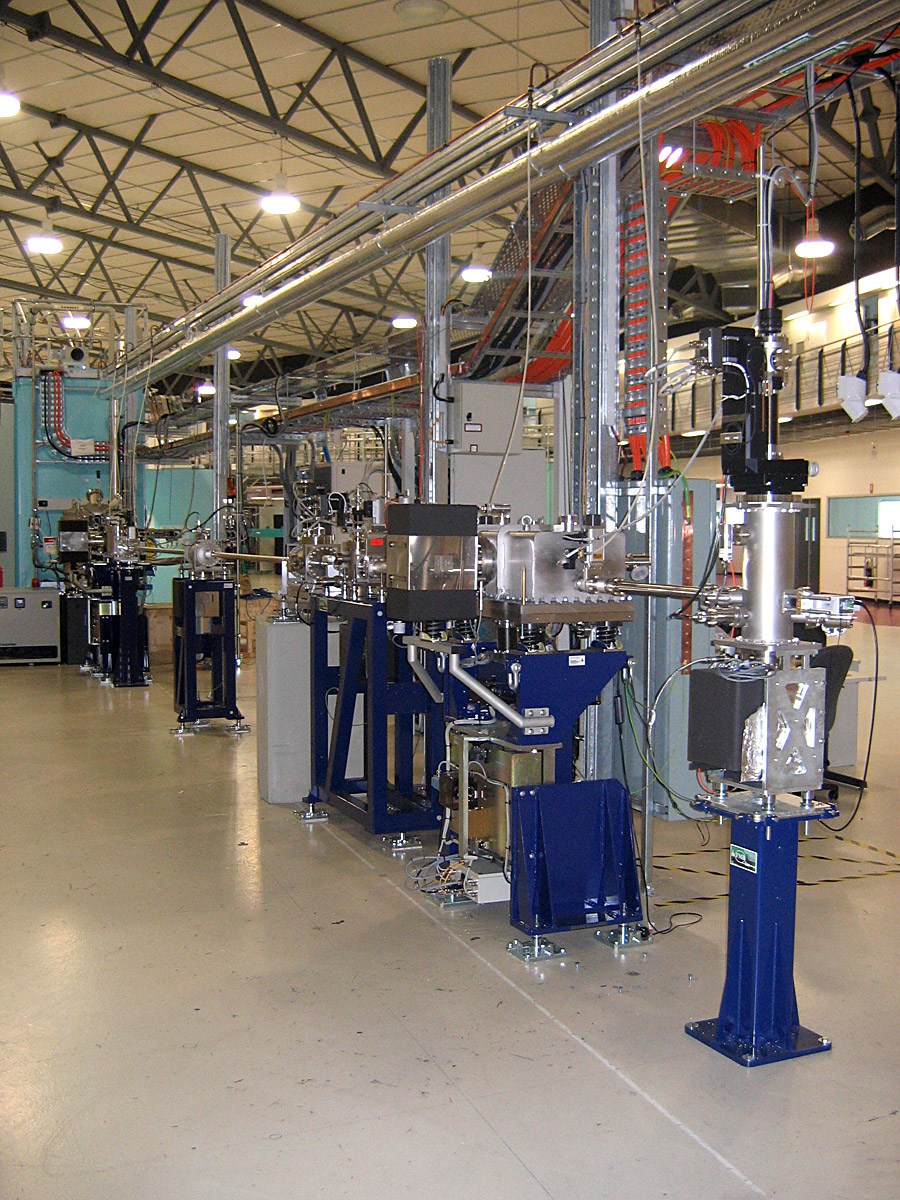
El funcionament exposat d'una línia de raigs X suau i una estació final al sincrotró australià

Pel que fa als sincrotrons, la línia de llum també pot referir-se a la instrumentació que transporta feixos de radiació de sincrotró a una estació final experimental, que utilitza la radiació produïda pels imants de flexió i els dispositius d'inserció a l'anell d'emmagatzematge d'una instal·lació de radiació de sincrotró. Una aplicació típica per a aquest tipus de línia de llum és la cristal·lografia, encara que existeixen moltes altres tècniques que utilitzen llum de sincrotró.

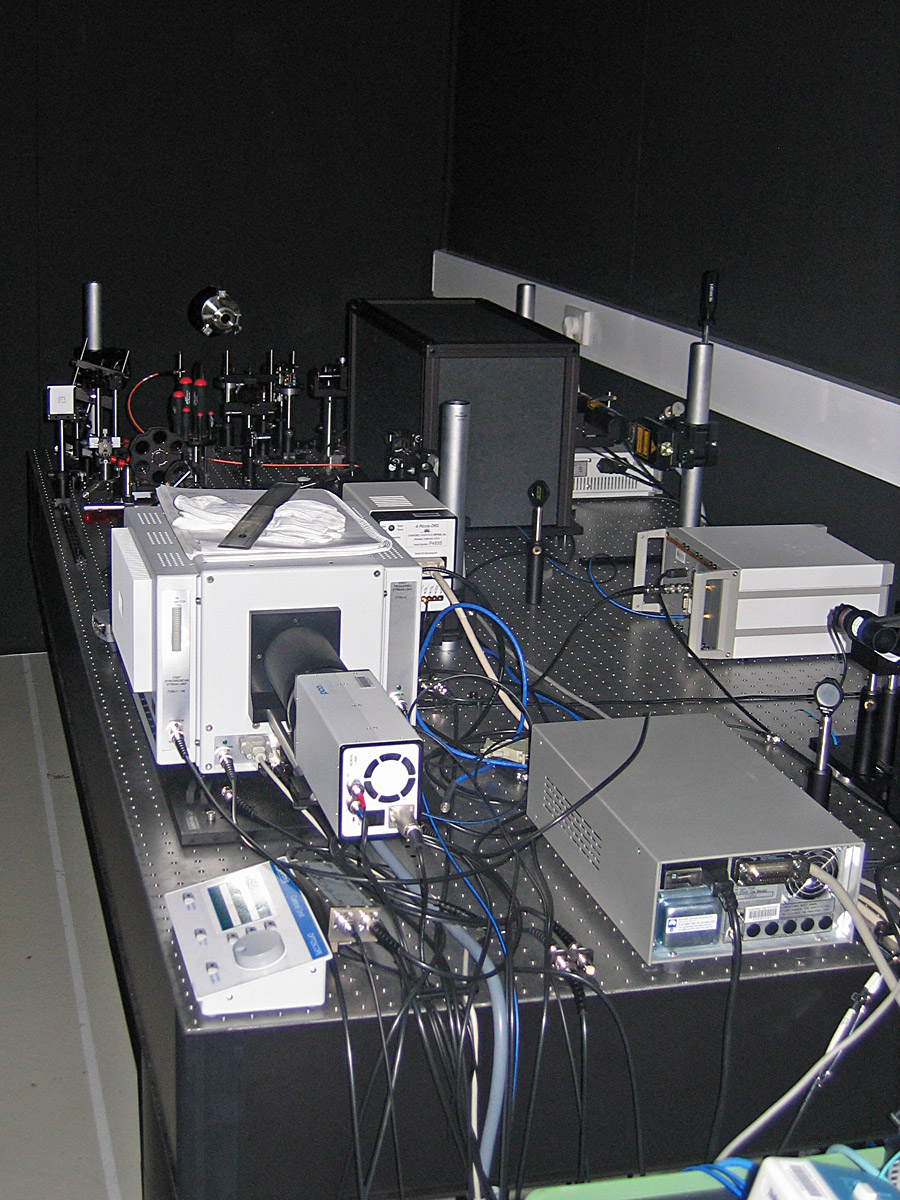
Dins de l'Optical Diagnostic Beamline (ODB) del sincrotró australià; la línia de llum acaba a la petita obertura de la paret posterior

En una gran instal·lació de sincrotró hi haurà moltes línies de llum, cadascuna optimitzada per a un camp d'investigació particular. Les diferències dependran del tipus de dispositiu d'inserció (que, al seu torn, determina la intensitat i la distribució espectral de la radiació); l'equip de condicionament del feix; i l'estació final experimental. Una línia de llum típica en una instal·lació de sincrotró moderna tindrà una longitud de 25 a 100 m des de l'anell d'emmagatzematge fins a l'estació final i pot costar fins a milions de dòlars nord-americans. Per aquest motiu, sovint es construeix una instal·lació de sincrotró per etapes, amb les primeres línies de llum que s'obren el primer dia d'operació, i altres línies de llum s'afegeixen més tard segons el finançament ho permet.
Els elements de la línia de llum es troben en recintes de protecció contra la radiació, anomenats conesses, que tenen la mida d'una petita habitació (cabana). Una línia de llum típica consta de dues casetes, una caseta òptica per als elements de condicionament de la biga i una caseta experimental, que allotja l'experiment. Entre les casetes, la biga viatja en un tub de transport. L'entrada a les casetes està prohibida quan la persiana de biga estigui oberta i la radiació pugui entrar a la caseta. Això s'aplica amb l'ús d'elaborats sistemes de seguretat amb funcions d'enclavament redundants, que asseguren que no hi hagi ningú dins de la caseta quan la radiació s'encén. El sistema de seguretat també apagarà el feix de radiació si s'obre accidentalment la porta de la caseta quan el feix està encès. En aquest cas, el feix s'aboca, és a dir, el feix emmagatzemat es desvia cap a un objectiu dissenyat per absorbir i contenir la seva energia.
Els elements que s'utilitzen en les línies de llum pels experimentadors per condicionar el feix de radiació entre l'anell d'emmagatzematge i l'estació final inclouen els següents:
- Finestres: les finestres s'utilitzen per separar les seccions de buit UHV i HV i per acabar la línia de llum. També s'utilitzen entre seccions de buit UHV per proporcionar protecció contra accidents de buit. Les làmines utilitzades per a la membrana de la finestra també atenuen l'espectre de radiació a la regió per sota dels 6KeV.

1- Finestres de beril·li: Les finestres de beril·li es poden subministrar refrigerades o sense refrigerar, amb diferents mides (i nombres) d'obertura de finestres. Les finestres tenen una mida per adaptar-se a requisits específics, però la mida màxima d'una finestra està determinada pel gruix de la làmina i el diferencial de pressió que s'ha de suportar. Les finestres es poden subministrar equipades amb una varietat de mides de brida d'entrada/sortida de bigues segons els requisits específics. 2- Les finestres de diamant CVD: Deposició de vapor químic (CVD) Els diamants ofereixen una duresa extrema, una alta conductivitat tèrmica, una inercia química i una gran transparència en un rang espectral molt ampli. Més fort i rígid que el beril·li, amb menor expansió tèrmica i menor toxicitat, és ideal per a finestres d'aïllament UHV en línies de raigs X. Les finestres es poden subministrar incrustades en brides UHV i amb refrigeració per aigua eficient. 3- Finestres de sortida: les finestres de sortida de buit vénen en una varietat de materials, com ara el beril·li i el diamant CVD detallat anteriorment.
- Escletxes: Les ranures s'utilitzen per definir el feix tant horitzontalment com verticalment. Es poden utilitzar per parelles per definir el feix en ambdues direccions. la mida màxima de l'obertura es selecciona per adaptar-se a requisits específics. Les opcions inclouen escletxes refrigerades (operació de feix blanc) o sense refrigeració (operació de feix monocromàtic) i recobriment de fòsfor a la part aigües amunt de la ranura per ajudar a la ubicació del feix. Hi ha quatre tipus principals de ranures: ranures de fulla, ranures d'alta càrrega de calor, ranures en línia, ranures d'alta precisió.
- Persianes: les persianes de feix s'utilitzen per interrompre la radiació de l'extrem frontal, o tancaments òptics quan no es requereix aigües avall. Tenen una funció de seguretat d'equips i personal. I hi ha tres tipus de persianes; Persianes de fotons, persianes de feix monocromàtic, persianes personalitzades
- Filtres de feix: (o atenuadors) eliminen els rangs d'energia no desitjats del feix fent passar la radiació de sincrotró incident a través d'una fina làmina transmissiva. Sovint s'utilitzen per gestionar càrregues de calor de raigs blancs per optimitzar el rendiment de la línia de llum segons l'energia de funcionament. Un filtre típic té dos o tres bastidors, amb cada bastidor amb tres de quatre làmines separades, depenent de la secció transversal del feix.

- Miralls d'enfocament: un o més miralls, que poden ser plans, doblegats o toroidals, que ajuden a colimar (enfocar) el feix.
- Monocromadors: dispositius basats en la difracció per cristalls que seleccionen bandes de longitud d'ona particulars i absorbeixen altres longituds d'ona, i que de vegades es poden sintonitzar a diferents longituds d'ona i de vegades fixades a una longitud d'ona determinada.
- Tubs espaciadors: tubs de manteniment del buit que proporcionen l'espai adequat entre els elements òptics i protegeixen qualsevol radiació dispersa.
- Etapes de mostra: per muntar i manipular la mostra en estudi i sotmetre-la a diverses condicions externes, com una temperatura, pressió, etc.
- Detectors de radiació: per mesurar la radiació que ha interaccionat amb la mostra

La combinació de dispositius de condicionament del feix controla la càrrega tèrmica (escalfament provocat pel feix) a l'estació final; l'espectre de la radiació incident a l'estació final; i el focus o col·limació del feix. És possible que els dispositius al llarg de la línia de llum que absorbeixin una potència significativa del feix hagin de ser refredats activament amb aigua o nitrogen líquid. Tota la longitud d'una línia de llum es manté normalment en condicions de buit ultra alt.